# Tsunami (Isla San Marcos Parque Temático)
Tsunami (eerder Thriller, Texas Tornado en Zonga) was een stalen achtbaan in Isla San Marcos Parque Temático in Mexico.

## Geschiedenis
De achtbaan werd in 1986 als kermisachtbaan gebouwd door Anton Schwarzkopf voor zakenman Oscar Bruch. Van 1986 tot eind 1997 stond de baan op kermissen door heel Duitsland. Tijdens het zomerseizoen 1996 werd de achtbaan gehuurd door attractiepark Gröna Lund in het Zweedse Stockholm.
Eind 1997 kocht Six Flags Astroworld in het Amerikaanse Houston de achtbaan. De achtbaan opende op 14 maart 1998 en was erg populair. Doordat er diverse problemen waren met de achtbaan, werd de achtbaan in 2001 gesloten. Tussen 2002 en 2003 werd Premier Rides gevraagd om de problemen op te lossen. In 2003 werd de achtbaan verplaatst naar Six Flags Discovery Kingdom in Vallejo, Californië. Hier draaide de achtbaan tot 2004 maar ook in deze periode bleef de achtbaan problemen houden. Begin 2006 werd de achtbaan afgebroken en in opslag geplaatst. 
Eind 2007 werd de achtbaan gekocht door de overheid van de Mexicaanse staat Aguascalientes voor gebruik op de jaarmarkt Feria Nacional de San Marcos en opende in 2008. In 2014 sloot de achtbaan. Daarna bleef de baan 2 jaar ongebruikt staan (SBNO) om in 2016 verwijderd te worden.

## Afbeeldingen

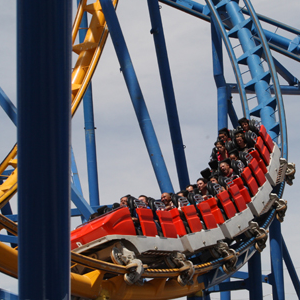
Tsunami in 2012
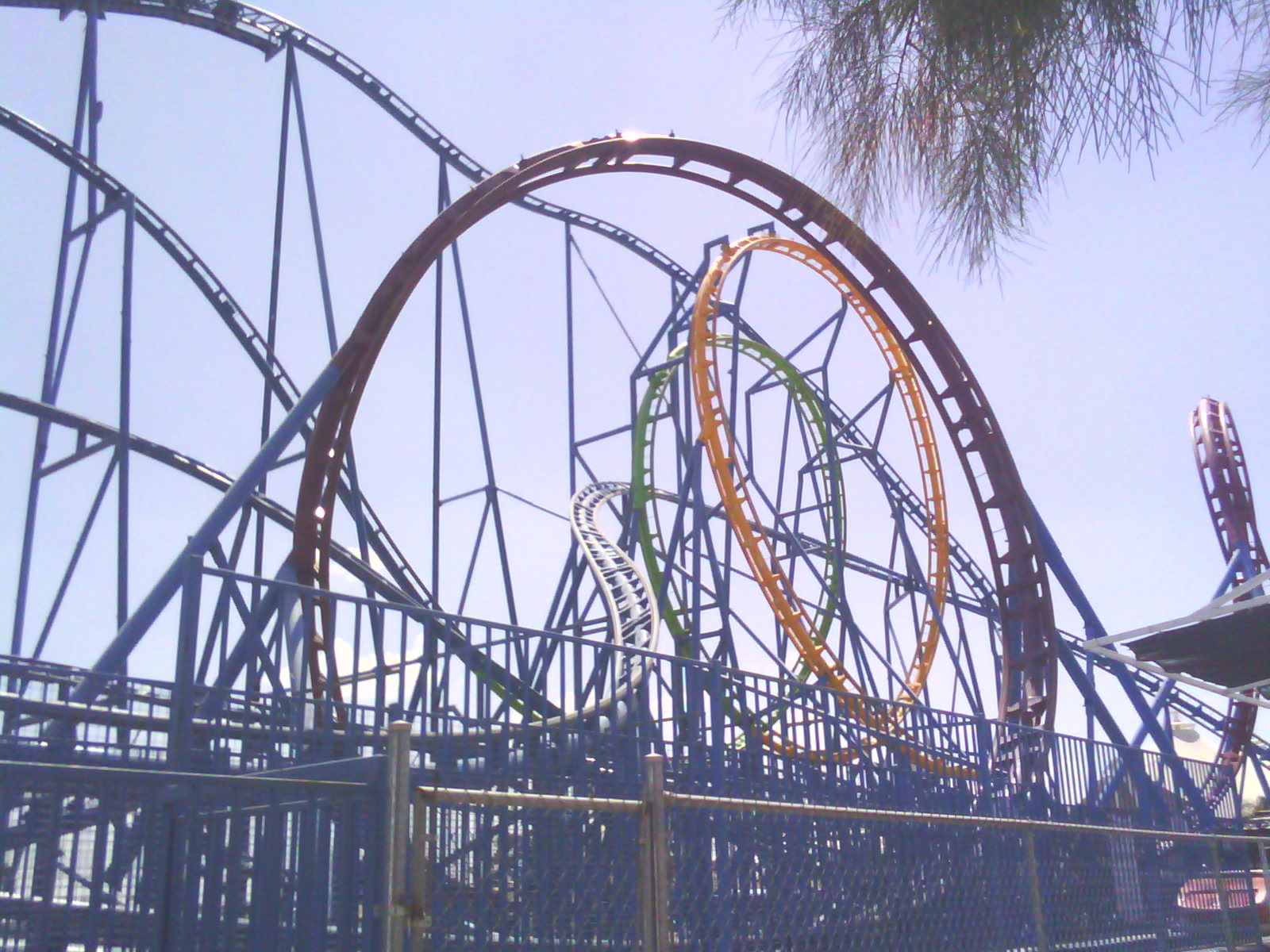
Tsunami in 2012